# Olga Pfeifer
Olga Pfeifer, coniugata Steigerwald (Ajdarly, 13 settembre 1973), è un'ex cestista tedesca.

## Carriera
Con la Germania ha disputato i Campionati mondiali del 1998 e due edizioni dei Campionati europei (1995, 1999).